# SKIDATA
SKIDATA GmbH es una empresa con sede en Grödig en Salzburgo (Austria) proveedra de sistemas de acceso y de servicios de gestión para destinos turísticos, operadores de aparcamientos, estadios, parques de ocio y ferias. En 1977, la empresa introdujo los forfaits impresos en sustitución de los pases de esquí escritos a mano. Actualmente, Skidata cuenta con más de 10.000 en más de 100 países. Entre filiales y socios, la empresa dispone de sucursales en 24 países.
La empresa pertenece al grupo suizo Kudelski desde 2001.

## Historia
En 1977, Günther Walcher desarrolló el primer forfait de impresión mecánica con fotografía, que sustituyó a los pases de esquí escritos a mano. Para su comercialización y desarrollo, se fundó la empresa Skidata en Grödig en Salzburgo (Austria).
En 1979, se creó la primera caja registradora: un sello electromagnético para la impresión de billetes.
En 1981, se introdujo el System 320, compuesto por un ordenador de caja registradora y un dispensador automático.
A principios de la década de los ochenta, Skidata desarrolló billetes con bandas magnéticas e introdujo un sistema de facturación en las grandes estaciones y asociaciones de esquí: la conquista del mercado alpino.
Hasta 1986, la cuota de mercado de Skidata en el sector de gestión de accesos en estaciones de esquí superó el 80 %.
A finales de los ochenta, Skidata introdujo en el mercado el primer sistema de acceso con tecnología sin contacto y amplió su gama de productos a los sectores de gestión de aparcamientos, estadios deportivos, parques de ocio y ferias.
En 1990, Skidata fue el primer proveedor de sistemas de gestión de aparcamientos en introducir el pago con tarjeta de crédito del importe de aparcamiento. Ese mismo año, el aeropuerto de Múnich fue el primer aeropuerto internacional equipado con un sistema eficiente de gestión de aparcamientos.
A partir de 1991, Skidata cosechó sus primeros éxitos en el sector ferial con la feria de Düsseldorf.
En 1995, se estableció una colaboración con el fabricante de relojes suizo Swatch para utilizar los relojes como autorizaciones de acceso.
En 1997, el fabricante francés de tarjetas con chip Gemplus se convirtió en el propietario mayoritario de Skidata. Con el System 370, se introdujo la tecnología sin contacto en las estaciones de esquí.
A partir del año 2000, comenzó la internacionalización de la empresa. La adquisición de la empresa por parte del grupo suizo Kudelski en 2001 abrió nuevos mercados.